# Vozovna Moravská Ostrava
Vozovna Moravská Ostrava je jedna ze dvou vozoven v síti ostravských tramvají (tou druhou je vozovna Poruba). Často se pro tuto vozovnu používá také název Křivá (podle ulice, na které se nachází).
Vozovna vznikla v letech 1928 až 1929, 5. prosince roku 1929 zahájila svůj provoz. Konstruována byla jako neprůjezdná vzhledem k tomu, že v síti byla v provozu pouze obousměrná vozidla. Kapacita čítala 100 vozů, které bylo možné deponovat na deseti 100 m dlouhých kolejích. Mezi lety 1948 a 1954 byla o čtyři další odstavné, dřevěným přístřeškem zastřešené koleje rozšířena, tento přístřešek však zničil roku 1967 požár. Zastřešení těchto čtyřech kolejí bylo obnoveno v roce 1992 montovaným přístřeškem. V dobách normalizace postupně budova zchátrala, mezi lety 1999 a 2001 byla proto rekonstruována. Součástí této rekonstrukce bylo prodloužení zastřešených odstavných kolejí a zprůjezdnění vozovny.